# Hosszú-hegyi 4. sz. barlang
A Hosszú-hegyi 4. sz. barlang a Duna–Ipoly Nemzeti Park területén lévő Pilis hegységben található egyik barlang.

## Leírás
Pilisszántó külterületén, a Hosszú-hegy meredek, DNy-i lejtőjén, sziklás és cserjés részen van a barlang négyszög alakú, piciny bejárata. A Hosszú-hegyi 2. sz. barlang bejáratának közvetlen közelében, attól balra található a bejárata. A Háromlyukú-zsombolytól ÉNy-ra 220 m-re helyezkedik el. A 3 m hosszú, meredeken lejtő sziklaodúban néhány gömbüst, a falakon pedig kevés borsókő figyelhető meg. Felső triász dachsteini mészkőben alakult ki. Nincs különösebb jelentősége. Az engedély nélkül megtekinthető barlang barlangjáró alapfelszereléssel járható.
2011-ben volt először Hosszú-hegyi 4. sz. barlangnak nevezve a barlang az irodalmában.

## Kutatástörténet
Az 1948. évi Hidrológiai Közlönyben publikálva lett, hogy a Hosszú-hegy kiemelkedésével alábbszállt a Hosszú-hegyben a karsztvízszint és megszűnt a működése a Ziribári-, Hosszúhegyi-, Pilisszántói- és Szurdokvölgyi-barlangok forrássorozatának.
Az FTSK Barlangkutató Szakosztálya Szabó József Csoportjának 1977. évi jelentésében szó van arról, hogy a Hosszú-hegyi 2. sz. barlang bejáratától Ny-ra van a bejárata a Hosszú-hegyi 4. sz. barlangnak, amely említésre méltó kis üreg. Az üreg kb. 2 m átmérőjű gömbüst, amely két helyen a felszínre felszakadt. Jelenleg kőtörmelék zárja el az alsó kijáratot. Nincsenek képződmények az üregben, amelynek alját kőtörmelék fedi. A barlang feletti sziklafalban néhány, ember számára járhatatlan méretű sziklaüreg látható. A jelentésben megtalálhatók a két barlang 1:100 méretarányú térképei (a Hosszú-hegyi 4. sz. barlangnak az alaprajz térképe és hosszmetszet térképe). Ezeknek a Szablyár Péter által szerkesztett térképnek az elkészítéséhez Havas Péter és Szablyár Péter mérték fel a barlangokat. (A térképlapon együtt van ábrázolva a Hosszú-hegyi 2. sz. barlang a Hosszú-hegyi 4. sz. barlanggal.)
Az 1977. évi MKBT Beszámolóban publikálva lett a barlang két térképe és a jelentés barlangot ismertető része. 1997. április 27-én Sásdi László és Kovács Richárd mérték fel a barlangot. A felmérés alapján Sásdi László szerkesztette meg a barlang 1:100 méretarányú alaprajz térképét és hosszmetszet térképét.
Szokol Adrienn 2011-es kéziratában található egy helyszínrajz, amelyen a 4830-as barlangkataszteri terület barlangjainak földrajzi elhelyezkedése látható. Az ábrán meg lett jelölve a Hosszú-hegyi 4. sz. barlang földrajzi elhelyezkedése. A kéziratban az van írva, hogy a Hosszú-hegyi 4. sz. barlang a Hosszú-hegyen, 456 m tszf. magasságban nyílik. A tektonikus eredetű barlang 3,2 m hosszú és 2,7 m függőleges kiterjedésű. Borsókő figyelhető meg benne. Az MKBT Tájékoztató 2011. november–decemberi füzetében meg van említve, hogy intenzív, alulról áramló légmozgás észlelhető a Szurdok-völgyi 2. sz. víznyelő alsó járataiban. A jelenségből egy nagy méretű, a Pilis hegy felől jövő, még feltáratlan patakos ágra lehet következtetni, vagy arra, hogy a Szurdok-völgyi 2. sz. víznyelő összefügg azokkal a hévizes tevékenységgel keletkezett, légteres barlangjáratokkal, amelyek a Hosszú-hegy felső részén találhatók.